# Симульфикс
Симульфикс — это тип аффикса, который проявляется в изменении одной или нескольких фонем в слове для получения нового значения.

## Английский язык
Примерами симульфиксов в английском языке обычно считаются исключения из правил образования множественного числа, которые существовали до Великого сдвига гласных. Это:
- man → men (мужчина — мужчины), woman → women (женщина — женщины)
- louse → lice (вошь — вши), mouse → mice (мышь — мыши)
- foot → feet (стопа — стопы), tooth → teeth (зуб — зубы).

Также примером симульфиксов в английском языке является изменение неправильных глаголов, например begin — began (начинать — начинал(а, о, и)).

## Другие языки
Трансфиксы в семитских языках лингвисты часто рассматривают как симульфиксы.
В индонезийском языке, как в английском, симульфиксы могут встречаться как у существительных, так и у глаголов.